# Abies firma
Abies firma, el abeto japonés momi, es una especie de abeto nativo del centro y sur de Japón que se desarrolla en altitudes de 50-1600 m s. n. m.

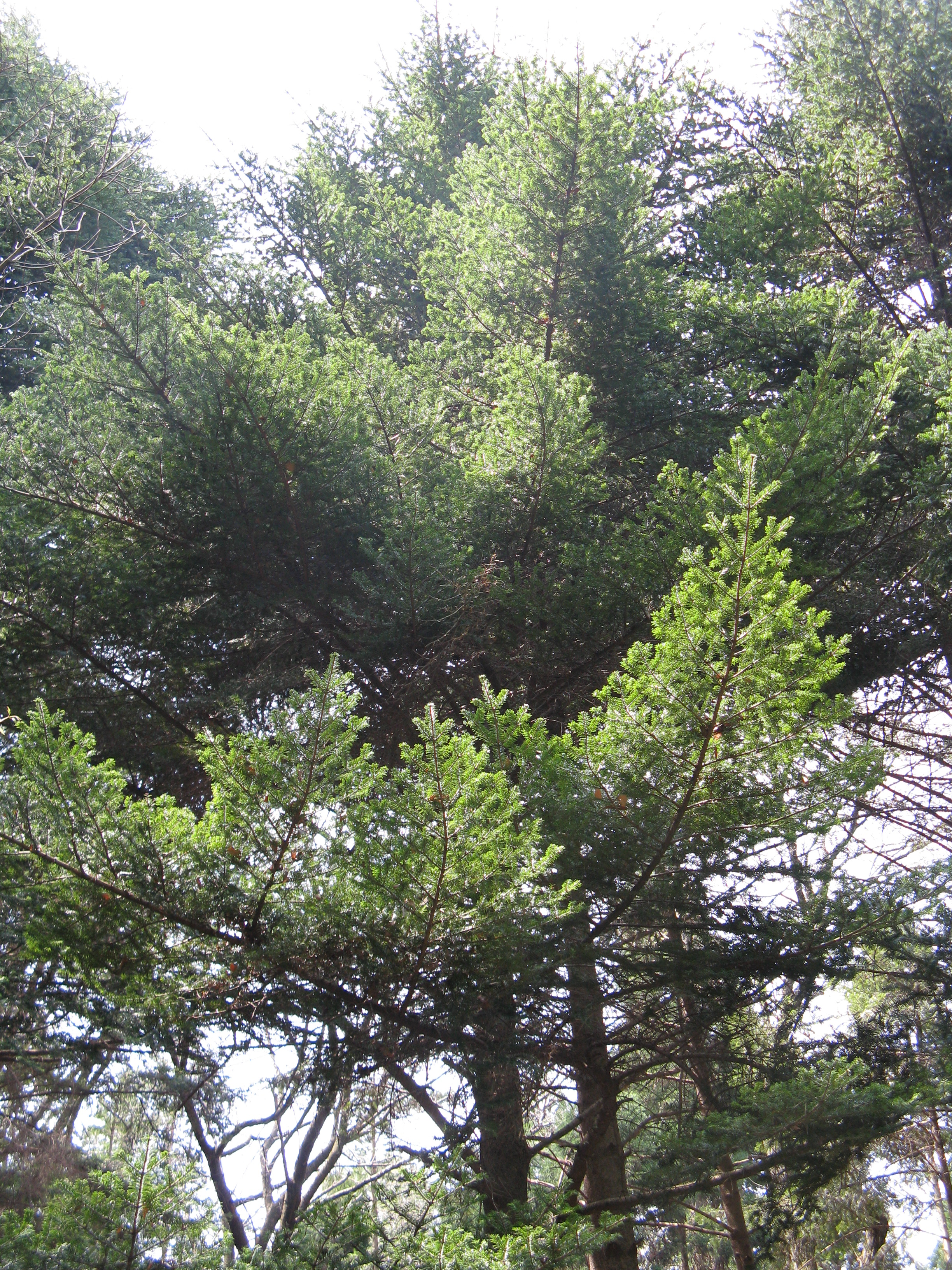
Vista del árbol

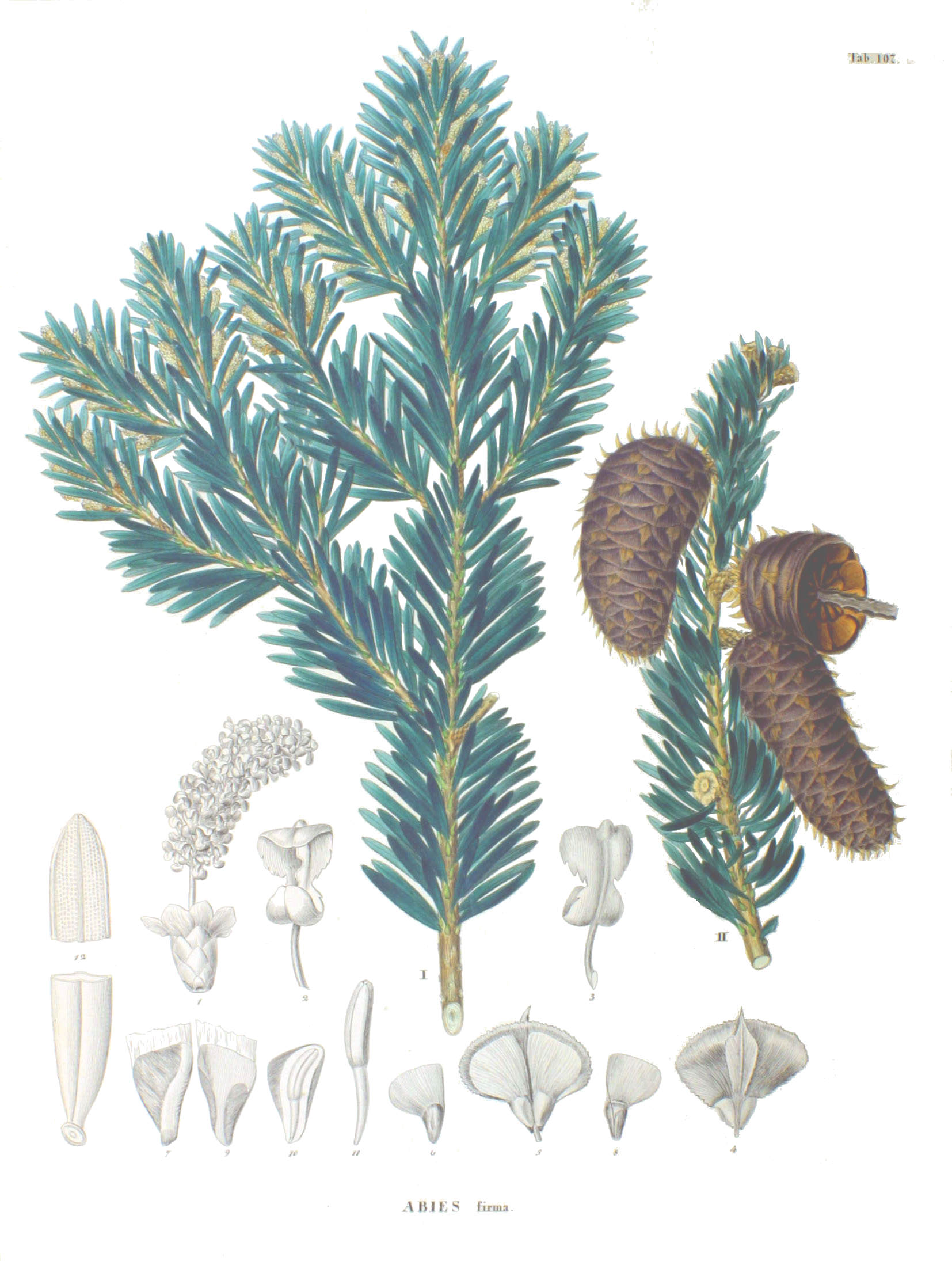
Ilustración

## Características
Se trata de un árbol mediano a grande perennifolio de coníferas que alcanza los 50 m de altura y 2 m de diámetro, tiene una amplia corona cónica de ramas rectas aumentando en un ángulo de unos 20° por encima de la horizontal. La corteza es gris con escamas de color marrón y con ampollas de resina en los árboles jóvenes. Los brotes son acanalados, parecidos a gris-marrón, glabros o finamente pubescente. Las hojas ("agujas") son aplanadas, 2-5 cm de longitud y 2-4 mm de ancho, el ápice agudo, bífido en las hojas de los árboles jóvenes y único en los árboles maduros, son de color verde brillante por el haz y gris-verde en el envés con dos grandes bandas de estomas. Las piñas son de 7-15 cm de largo por 3-5 cm de ancho de color verde-amarillo y que al madurar torna marrón. Las escalas son brácteas triangulares de 3-6 mm. Las semillas tienen 7-9 mm de largo con una cuña en forma de ala de 1,5 cm de largo y son liberadas después de que los conos se desintegren en su maduración en octubre.

## Usos
Abies firma es a veces, pero no frecuentemente, utilizado como árbol ornamental, sobre todo en las regiones templadas cálidas con cálidos y húmedos veranos como el sureste de Estados Unidos.

## Taxonomía
Abies firma fue descrita por Siebold & Zucc. y publicado en Flora Japonica 2: 15, pl. 107. 1842.
Etimología
Abies: nombre genérico que viene del nombre latino de Abies alba.
firma: epíteto latino que significa "fuerte".
Sinonimia
- Abies bifida Siebold & Zucc.
- Abies firma var. bifida (Siebold & Zucc.) Mast.
- Abies firma var. momi (Siebold) Mast.
- Abies momi Siebold
- Abies thunbergii Lindl.
- Picea firma (Siebold & Zucc.) Sieber ex Gordon
- Picea thunbergii (Lindl.) Koehne
- Picea webbiana Gordon
- Pinus bifida (Siebold & Zucc.) Antoine
- Pinus firma (Siebold & Zucc.) Antoine
- Pinus firma var. incisa Endl.
- Pinus momi (Siebold) Voss[6][7]